# Emil Zátopek
Emil Zátopek (ur. 19 września 1922 w Kopřivnicach, zm. 21 listopada 2000 w Pradze) – czeski biegacz, długodystansowiec. Czterokrotny złoty medalista olimpijski, 18-krotny rekordzista świata, trzykrotny mistrz Europy, wielokrotny mistrz Czechosłowacji. Uważany za jednego z najlepszych lekkoatletów wszech czasów. 
Zátopek biegnący w charakterystycznym, brzydkim stylu, określany jest prekursorem biegu interwałowego, polegającego na naprzemiennym przyspieszaniu i zwalnianiu tempa. Jest jedynym zawodnikiem, który na jednych igrzyskach olimpijskich zdobył trzy złote medale w biegach na 5000 metrów, 10 000 metrów i w maratonie (dokonał tego w 1952 roku). Wielokrotnie ustanawiał rekordy świata. Jako pierwszy człowiek przebiegł dystans 10 000 m poniżej 29 minut, a w biegu godzinnym jako pierwszy przebiegł więcej niż 20 000 m. Od 1948 do 1954 roku był niepokonany w biegach na 10 000 m.
Należał do Komunistycznej Partii Czechosłowacji, jednak pod koniec lat sześćdziesiątych został usunięty z niej za poparcie politycznych zmian praskiej wiosny. Wydalono go z Pragi i pracował m.in. w kopalni uranu. Po rehabilitacji został archiwistą w Pradze.
Członek IAAF Hall of Fame. Odznaczony m.in. Srebrnym Orderem Olimpijskim, Orderem Lwa Białego i Medalem Za Zasługi. Magazyn Runner’s World uznał go za najlepszego biegacza wszech czasów.

## Wczesne lata
Urodził się w ubogiej rodzinie jako szóste dziecko. Jego ojciec był stolarzem. Początkowo Zátopek chciał być nauczycielem oraz pracownikiem laboratorium chemicznego, jednak w wieku 16 lat podjął pracę w fabryce obuwniczej Bata w Zlinie. Równocześnie kontynuował naukę w szkole przyzakładowej. W swoim pierwszym biegu wziął udział w 1940 roku – był to wyścig uliczny na 1500 metrów, który rozegrano w Zlinie corocznie w drugą niedzielę maja. 

Pewnego dnia nasz trener sportowy [trener w zakładzie pracy], który był bardzo wymagający, wskazał czterech chłopców, w tym mnie, i kazał nam biec w wyścigu. Protestowałem, że jestem za słaby i nie nadaję się do biegu, po czym trener wysłał mnie na badania. Lekarz powiedział, że byłem doskonale przygotowany. Więc musiałem biec, a gdy wystartowałem, chciałem wygrać. Zająłem jednak tylko drugie miejsce. I tak to się właśnie zaczęło.

Zátopek osiągnął 2. pozycję na około 100 startujących. Po tym biegu zaczął poważnie myśleć o trenowaniu lekkoatletyki. Został zaproszony przez lokalny klub sportowy, do którego przystąpił. W klubie tym biegali m.in. Tomáš Šalé i Jan Haluza. Drugi z nich był przez dwa lata jego trenerem.
W 1943 roku po raz pierwszy przebiegł dystans 5000 metrów, a w następnym roku był już rekordzistą kraju na trzech dystansach. W biegu na 2000 metrów uzyskał wynik 5:33,4, zaś we wrześniu 1944 roku jako pierwszy Czech zszedł poniżej 15 minut w biegu na 5000 metrów. Pobił również rekord Czechosłowacji w biegu na 3000 metrów. Pod koniec II wojny światowej wstąpił do czechosłowackiej armii, w której dalej rozwijał swoje umiejętności sportowe.

## Występy na zawodach
W 1946 roku uczestniczył w zawodach państw alianckich w Berlinie. Na zawody dotarł rowerem, którym jechał z Pragi. W tym samym roku wystąpił na Mistrzostwach Europy 1946 w Oslo, gdzie zajął 5. miejsce w biegu na 5000 metrów, poprawiając swój własny rekord Czechosłowacji o prawie 25 sekund (z 14:50,2 na 14:25,8).
Pojechał na igrzyska olimpijskie w 1948 roku, licząc na sukces w biegu na 5000 metrów i na 10 000 metrów. 30 lipca po raz pierwszy uczestniczył w biegu na 10 000 metrów na dużej międzynarodowej imprezie. Faworytem był Fin Viljo Heino, ówczesny mistrz Europy i rekordzista świata. Od początku wyścigu prowadził Fin, jednak Czech przejął prowadzenie na trzecim kilometrze. Heino ponownie liderował, jednak na krótko. Zátopek powrócił na pierwsze miejsce, którego nie oddał do mety. Z wynikiem 29:59,8 pobił rekord olimpijski i jako pierwszy zawodnik przebiegł na igrzyskach olimpijskich ten dystans poniżej 30 minut. Alain Mimoun, który ukończył ten bieg na drugiej pozycji, przybiegł ze stratą niemal 48 sekund do zwycięzcy. Przed biegiem Zátopek ustalił ze swoim trenerem, że jeśli każde okrążenie będzie pokonywał w czasie poniżej 71 sekund (tempo rekordu świata), trener będzie mu pokazywać białą koszulkę. Gdyby trener pokazał czerwoną koszulkę, byłby to dla Zátopka znak, że biegnie za wolno. Koszulkę w czerwonym kolorze Czech ujrzał na ósmym okrążeniu, po czym przyspieszył. Rekordu świata jednak nie pobił. 
Kilka dni później uczestniczył w finale biegu na 5000 metrów. Przeszedł eliminacje rozegrane 31 lipca i dwa dni później stanął na starcie finałowego biegu, rozgrywanego w deszczowej pogodzie. Od początku dyktował mocne tempo, które wytrzymało tylko trzech biegaczy: Gaston Reiff, Wim Slijkhuis i Erik Ahlden. Na dziewiątym okrążeniu Belg oddalił się od rówieśników, mając w pewnym momencie przewagę około 100 metrów. Czech jednak stopniowo się zbliżał i na 300 metrów przed metą rozpoczął gwałtowny finisz. Ostatecznie jednak przegrał z Reiffem o 0,2 sekundy. 
W czerwcu 1949 roku podczas wojskowych mistrzostw Czechosłowacji w Ostrawie pobił rekord świata na 10 000 metrów (29:28,2). W październiku 1949 roku, również w Ostrawie, po raz kolejny ustanowił najlepszy wynik na świecie (29:21,2). Zwyciężył na 5000 metrów i 10 000 metrów na mistrzostwach Europy w 1950 roku w Brukseli. W tym samym roku po raz kolejny poprawił rekord świata na 10 000 metrów. W 1951 roku ustanowił rekordy świata w biegach na 10 mil, na 20 000 metrów oraz w biegu godzinnym.

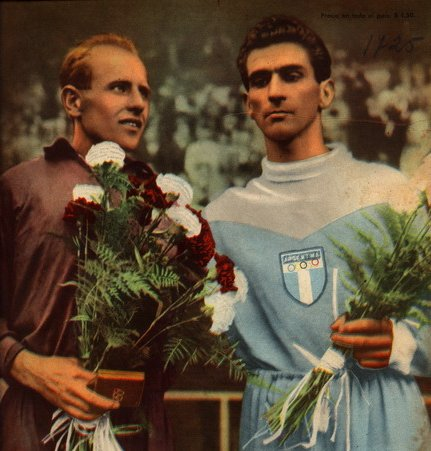
Emil Zátopek (z lewej) i Reinaldo Gorno po biegu maratońskim na Igrzyskach Olimpijskich w Helsinkach

W 1951 roku doznał kontuzji podczas jazdy na nartach, a w czasie przygotowań olimpijskich rozchorował się. Ostatecznie na igrzyskach olimpijskich w 1952 w Helsinkach wystartował, jednak jego start był niepewny również z innego powodu. Niedługo przed igrzyskami ogłoszono, że średniodystansowiec Stanislav Jungwirth nie wystartuje na igrzyskach olimpijskich, gdyż jego ojciec sprzeciwiał się doktrynie komunistycznej. Zátopek stwierdził, że wystąpi w Finlandii tylko wówczas, jeśli Jungwirth zostanie dopuszczony do startu w igrzyskach. Władze czechosłowackie przystały na deklarację Zátopka i ostatecznie obydwaj na igrzyskach wystąpili. 
Wziął udział w biegach na 5000 metrów, 10 000 metrów oraz w biegu maratońskim. Jego pierwszym finałem był bieg na 10 000 metrów, który rozegrano 20 lipca. W przeciwieństwie do poprzednich igrzysk, Czecha wskazywano jako faworyta na tym dystansie. Był wówczas rekordzistą świata i mistrzem Europy. W wyścigu objął prowadzenie po sześciu okrążeniach – na szóstym kilometrze biegł z nim tylko Francuz Alain Mimoun. Na ósmym kilometrze Zátopek oderwał się jednak od Francuza i samotnie pobiegł po swoje drugie w karierze olimpijskie złoto. Z czasem 29:17,0 zwyciężył z przewagą 15 sekund nad Mimounem i 31 sekund nad trzecim Aleksandrem Anufrijewem. Finałowy bieg na 5000 metrów, rozegrany cztery dni później, był bardziej wyrównany. Dyktował mocne tempo, jednak w pewnym momencie spadł na czwarte miejsce i na około 150 metrów przed metą pozostawał na nim. Miał nieznaczną stratę do prowadzącego Chrisa Chatawaya, Herberta Schade i Alaina Mimouna. Wówczas jednak Zátopek zaczął finiszować i wyprzedził grupkę trzech liderujących. Odskoczył nieznacznie od dwójki biegaczy (w tym czasie Chataway potknął się o krawężnik i upadł) i nie oddał prowadzenia już do końca. Zwyciężył z Mimounem o niecałą sekundę. Tego samego dnia jego żona Dana Zátopková zdobyła złoty medal w rzucie oszczepem. Po zwycięstwie żony miał powiedzieć w żartach: Na razie wynik rywalizacji w rodzinie Zátopków to 2:1. To zbyt mała różnica, dlatego żeby odzyskać prestiż, postaram się zdobyć jeszcze jeden medal w maratonie.:

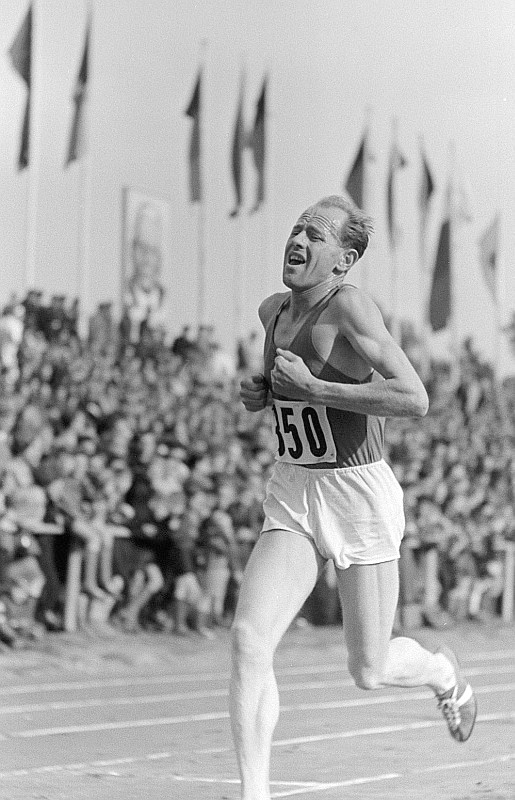
Zátopek podczas biegu

W maratonie, w przeciwieństwie do dwóch poprzednich konkurencji, nie był faworytem. Głównym kandydatem do tytułu mistrzowskiego był Brytyjczyk Jim Peters, który miesiąc przed igrzyskami pobił rekord świata w tej konkurencji (2:20:42,2). Maraton na igrzyskach w 1952 roku był dla zawodnika z Kopřivnicy pierwszym oficjalnym startem w tej konkurencji w karierze. W trakcie rozgrzewki, Zátopek podszedł do Petersa, podał dłoń i powiedział: „Cześć, jestem Zátopek”. Brytyjczyk odwzajemnił uścisk ręki, lecz nie odezwał się. Osoba czeskiego biegacza wpłynęła na karierę Petersa, bowiem po jego zwycięstwie na 10 000 metrów na igrzyskach w Londynie (1948), gdzie Brytyjczyk ukończył zawody na ósmym miejscu, Peters postanowił zmienić specjalność i odtąd kładł nacisk na biegi maratońskie.
Zgodnie z oczekiwaniami prowadzenie objął Peters, który w bardzo szybkim tempie przebiegł pierwsze 5 kilometrów. Utrzymywał się na czele do 20 kilometra, gdy został dogoniony przez Czecha i Szweda Gustafa Janssona. Zátopek zaczął narzucać coraz mocniejsze tempo, w pewnym momencie zadał swoim rywalom następujące pytanie: „Przepraszam, nie biegałem dotychczas maratonu, ale czy nie moglibyśmy biec odrobinę szybciej?”. Peters odpowiedział mu ironicznie, że ich tempo jest zbyt wolne, po czym reprezentant Czechosłowacji przyspieszył ponownie. Brytyjczyk podążył w ślad za Czechem, jednak nie wytrzymał tempa i wycofał się z powodu skurczów mięśni. Zátopek biegł już samotnie do mety z dużą przewagą nad kolejnymi zawodnikami. Uśmiechał się i żartował z ekipą jadących przed nim fotoreporterów. Podczas finiszu publiczność zaczęła skandować jego nazwisko. Swój pierwszy maraton w życiu ukończył z wynikiem 2:23:03,02, poprawił tym samym najlepsze osiągnięcie w tej konkurencji na igrzyskach olimpijskich. Argentyńczyk Reinaldo Gorno, który zdobył srebro, przybiegł ze stratą ponad dwóch i pół minuty do biegacza z Czechosłowacji. W czasie, gdy Gorno był jeszcze na trasie biegu, Zátopek został wzięty na ramiona przez jamajską sztafetę 4 × 400 metrów i wraz z nimi odbył rundę honorową (tego samego dnia Jamajczycy zdobyli złoto, ustanawiając rekord świata). Dziennikarz The Guardian relacjonował, że Czech „wyglądał, jakby przebiegł energiczny dziarski spacer, a nie maraton”. Dokonał rzeczy, której nikt wcześniej ani później nie powtórzył – na jednych igrzyskach zdobył trzy złote medale na najdłuższych olimpijskich dystansach.
W 1952 roku poprawił rekordy świata na 25 000 metrów i 30 000 metrów. Na Mistrzostwach Europy 1954 w Bernie obronił złoty medal na 10 000 metrów, a na 5000 metrów został brązowym medalistą. W tym samym roku ustanowił rekordy świata na 5000 metrów (13:57,2) i 10 000 metrów (28:54,2 – pierwszy w historii wynik poniżej 29 minut).
Na igrzyskach olimpijskich startował jeszcze w 1956 roku w Melbourne, lecz wyłącznie w maratonie. Krótko przed igrzyskami Zátopek przeszedł operację przepukliny, przez co nie był faworytem do zwycięstwa. Bieg rozgrywano w upalnej pogodzie, tuż przed startem powiedział do swych rówieśników „Panowie, dzisiaj trochę umrzemy”. Zgodnie z przewidywaniami, Czech nie obronił tytułu mistrzowskiego, swoje pierwsze i jedyne mistrzostwo olimpijskie zdobył jego wieloletni rywal i zarazem przyjaciel – Alain Mimoun. Reprezentant Czechosłowacji przybiegł na szóstym miejscu, ponad cztery i pół minuty za Francuzem. Na ostatnich metrach, Zátopka oklaskiwał wspomniany Mimoun. W książce All That Glitters is Not Gold, William Oscar Johnson relacjonuje inne zdarzenie z udziałem Francuza i Czecha (opowiedziane przez Francuza). Pochodzący z Algierii Mimoun, po ukończeniu biegu, oczekiwał na przybycie swojego przyjaciela z Czechosłowacji. Chwilę po jego finiszu, podszedł do Zátopka i powiedział mu „Emil, to ja jestem tym, który wygrał”. Na wieść o tym Czech odwrócił się i zasalutował na cześć francuskiego biegacza. Mimoun stwierdził, że „Dla mnie to było lepsze niż zdobycie medalu”. 
Międzynarodowe występy zakończył w styczniu 1958 roku w hiszpańskim San Sebastián, w którym wygrał bieg przełajowy z czasem 39:54,3.
Był mistrzem Czechosłowacji na 5000 metrów w latach: 1945, 1946, 1947, 1948, 1950, 1952, 1953 i 1954, na 10 000 metrów w latach 1952 i 1953, oraz w biegu przełajowym w latach: 1948, 1949, 1952, 1954 i 1955.

## Przygotowania do zawodów i styl biegania
Emil Zátopek reprezentował barwy klubu TJ Zlin (w 1949 roku, po zmianie nazwy miasta, klub nosił nazwę TJ Gottwaldov) i Dukla Praga. Trenował jednak według własnego programu treningowego wzorowanego na tym, który stosował Fin Paavo Nurmi, o którym wiele czytał. W 1948 roku jego dzień treningowy wyglądał następująco: pięć razy przebiegał sprintem dystans 200 m, następnie 20-krotnie biegał (w wolniejszym tempie) dystans 400 m, by na koniec ponownie pięciokrotne przebiegnąć 200 m w tempie sprinterskim. Gdy treningi zaczęły przynosić oczekiwane rezultaty, Czech zwiększał liczbę czterystumetrowych przebieżek, początkowo do 50, potem do 60 i 70. W pewnym momencie kariery biegał dziennie po 100 okrążeń liczących 400 metrów – 50 rano, zaś kolejne 50 okrążeń po południu. Czasami trenował z obciążnikami lub oponą przywiązaną do pleców, jego zimowe treningi polegały na zakładaniu ciężkich wojskowych butów i bieganiu po zasypanym śniegiem poligonie wojskowym. Wypowiadając się o swoim treningu Zátopek stwierdził: To jest na granicy bólu i cierpienia, która oddziela mężczyzn od chłopców.
Taktyka Czecha opierała się na bieganiu interwałowym, którym męczył swoich przeciwników. Uważany jest za prekursora tego typu biegania. Reprezentant Czechosłowacji znany był również ze swojego charakterystycznego stylu biegu. Jeden z autorów wspominał: „Jeśli nawet Zátopek nie jest najlepszym długodystansowcem w historii, to z całkowitą pewnością nikt nie biegał w równie brzydkim stylu co on. Pod tym względem zasłużył na tytuł arcymistrza”. Red Smith z The New York Times pisał, że „biegł jak człowiek z pętlą na szyi” oraz że w trakcie biegu wyglądał „jak zapaśnik z ośmiornicą na taśmociągu”. W trakcie biegu poruszał się ciężko, jego twarz miała „cierpiętniczy” wygląd, machał nienaturalnie głową i ramionami. W odpowiedzi na takie głosy, Zátopek odpowiadał, że „nie jestem wystarczająco utalentowany, żeby równocześnie biec i uśmiechać się. Bieganie to nie łyżwiarstwo figurowe. Nie muszę się uśmiechać, podobać sędziom”. Dzięki charakterystycznemu stylowi biegania i dźwiękom przez niego wydawanym, nadano mu wiele przydomków, w tym Czeska Lokomotywa, Paskudny Emil, Bestia z Pragi, Skaczący Czech i Emil Hrozný.
Czech słynął także ze swoich rozmów i żartów w trakcie biegu, znał bowiem pięć lub sześć języków. Jeden z angielskich lekkoatletów wspominał, że Zátopek „nigdy się nie zamykał”. Znany był również ze swojego angielskiego powiedzenia „Hurry up, or you’ll miss the bus” (Spieszcie się, bo ucieknie wam autobus.). Słowa te wypowiadał, gdy oddalał się od swych zagranicznych rywali i rozpoczynał długi finisz.

## Poza sportem

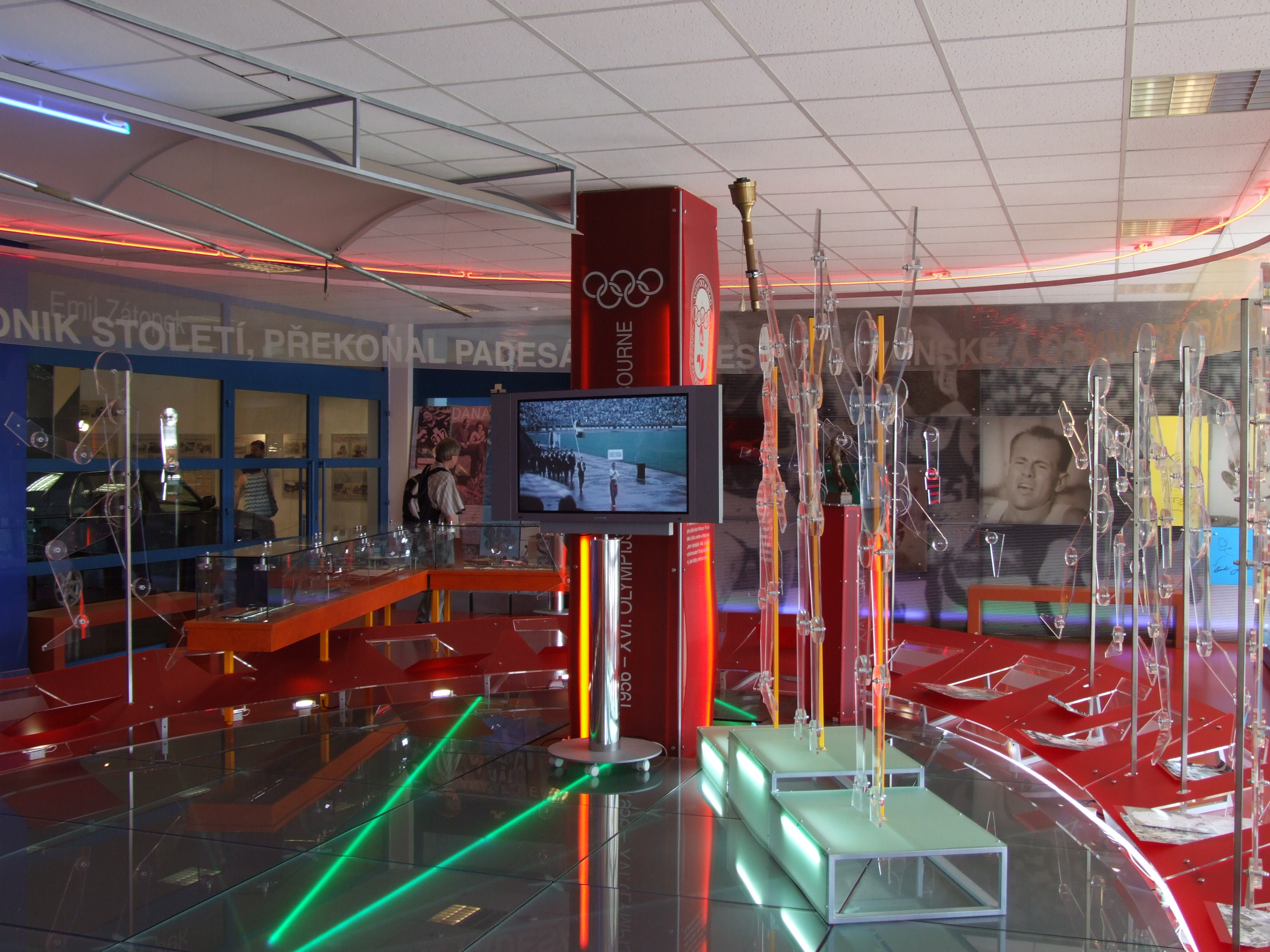
Wystawa poświęcona Emilowi Zátopkowi w rodzinnej Kopřivnicy

Od 1945 roku był żołnierzem. Po londyńskich igrzyskach w 1948 roku został porucznikiem, zaś rok później był kapitanem. W następstwie zwycięstw olimpijskich w Helsinkach (1952), awansowano go do stopnia majora, a służbę wojskową zakończył jako pułkownik. Należał do Komunistycznej Partii Czechosłowacji, jednak w 1968 roku poparł polityczne zmiany praskiej wiosny za co został ukarany. Relegowano go z partii oraz z wojska, ponadto pozbawiono go tytułu „Zasłużonego Mistrza Sportu”. Pracował w kopalni uranu oraz w przemyśle cementowniczym. Był także magazynierem. W 1975 roku premier Czechosłowacji Lubomír Štrougal zrehabilitował go, dzięki czemu Zátopek wrócił do Pragi. Pracował jako archiwista i tłumacz w Czechosłowackim Związku Kultury Fizycznej (CSTV), aż do przejścia na emeryturę. 
Wielokrotnie był zapraszany jako gość honorowy igrzysk olimpijskich. Agencja Reuters włączyła go do dziesiątki najlepszych sportowców XX wieku. W 1997 roku został ogłoszony najlepszym czeskim lekkoatletą XX wieku, a w 1999 roku najlepszym czeskim olimpijczykiem. W 2000 roku został wybrany sportowcem roku w Czechach w kategorii legend. Międzynarodowy Komitet Olimpijski nagrodził go nagrodą im. Pierre de Coubertina.
W 2000 roku przechodził ciężkie zapalenie płuc, wcześniej miał dwa wylewy i złamał nogę. Zmarł 22 listopada 2000 roku w Pradze, a pochowany został w Rožnovie pod Radhoštěm. Po śmierci Czecha, Alain Mimoun powiedział: „nie utraciłem rywala, utraciłem brata”.
Według komunistycznego szpiega i agenta Josefa Frolíka, Zátopek był prężnie działającym agentem Státníej bezpečnosti od wczesnych lat 50. Po samospaleniu Jana Palacha, komunista Vilém Nový oskarżył m.in. Emila Zátopka o to, że wraz z czterema innymi osobami przyczynił się do samobójstwa Palacha.
Jego żoną była utytułowana oszczepniczka i mistrzyni olimpijska Dana Zátopková, z którą nie miał dzieci. Poznał ją na zawodach lekkoatletycznych w połowie 1948 roku. Po pobiciu przez nią rekordu życiowego, pogratulował i wręczył jej kwiaty. Na zawodach rozegranych tydzień później Zátopek pobił swój rekord życiowy, zaś Dana pogratulowała mu wyniku. Wtedy oświadczył się młodej oszczepniczce, a już niespełna cztery miesiące później wzięli ślub. Pobrali się 19 września, czyli w dniu ich urodzin (oboje urodzili się tego samego dnia, 19 września 1922 roku).

## Wyniki

### Niektóre osiągnięcia
Źródła:
| Data                 | Zawody                           | Miejsce       | Konkurencja     | Lokata     | Wynik     |
| -------------------- | -------------------------------- | ------------- | --------------- | ---------- | --------- |
| 23 sierpnia 1946     | Mistrzostwa Europy               | Oslo          | 5000 m          | 5. miejsce | 14:25,8   |
| 8 września 1946      | Zawody państw alianckich         | Berlin        | 5000 m          | 1. miejsce | 14:31,0   |
| 25 czerwca 1947      | Memoriał Evžena Rošickiego       | Praga         | 5000 m          | 1. miejsce | 14:08,2   |
| 12 lipca 1947        | Czechosłowacja-Holandia          | Enschede      | 5000 m          | 2. miejsce | 14:38,4   |
| 19 lipca 1947        | Czechosłowacja-Włochy            | Praga         | 5000 m          | 1. miejsce | 14:17,2   |
| 16 sierpnia 1947     | Czechosłowacja-Francja           | Praga         | 5000 m          | 1. miejsce | 14:15,0   |
| 1947                 | Światowe igrzyska studentów      | Paryż         | 1500 m          | 1. miejsce | 3:52,8    |
| 31 sierpnia 1947     | Światowe igrzyska studentów      | Paryż         | 5000 m          | 1. miejsce | 14:20,8   |
| 2 sierpnia 1948      | Igrzyska olimpijskie             | Londyn        | 5000 m          | 2. miejsce | 14:17,8   |
| 30 lipca 1948        | Igrzyska olimpijskie             | Londyn        | 10 000 m        | 1. miejsce | 29:59,8   |
| 5 września 1948      | Czechosłowacja-Francja           | Paryż         | 5000 m          | 1. miejsce | 14:28,4   |
| 12 września 1948     | Czechosłowacja-Belgia            | Praga         | 5000 m          | 2. miejsce | 14:21,2   |
| 26 września 1948     | Mistrzostwa Rumunii              | Bukareszt     | 10 000 m        | 1. miejsce | 30:03,6   |
| 2 października 1948  | Czechosłowacja-Włochy            | Bolonia       | 10 000 m        | 1. miejsce | 30:09,8   |
| 3 października 1948  | Czechosłowacja-Włochy            | Bolonia       | 5000 m          | 1. miejsce | 14:30,2   |
| 12 lipca 1949        | Czechosłowacja-Finlandia         | Helsinki      | 10 000 m        | 1. miejsce | 29:59,4   |
| 13 lipca 1949        | Czechosłowacja-Finlandia         | Helsinki      | 5000 m          | 1. miejsce | 14:20,0   |
| 25 lipca 1949        | Czechosłowacja-Związek Radziecki | Moskwa        | 5000 m          | 1. miejsce | 14:29,0   |
| 29 sierpnia 1949     | Czechosłowacja-Węgry-Włochy      | Budapeszt     | 5000 m          | 1. miejsce | 14:35,2   |
| 30 sierpnia 1949     | Czechosłowacja-Węgry-Włochy      | Budapeszt     | 10 000 m        | 1. miejsce | 30:00,4   |
| 3 września 1949      | Czechosłowacja-Bułgaria          | Sofia         | 10 000 m        | 1. miejsce | 30:30,8   |
| 10 września 1949     | Mistrzostwa Rumunii              | Bukareszt     | 5000 m          | 1. miejsce | 14:24,0   |
| 11 września 1949     | Mistrzostwa Rumunii              | Bukareszt     | 10 000 m        | 1. miejsce | 30:01,2   |
| 2 lipca 1950         | Czechosłowacja-Polska            | Warszawa      | 5000 m          | 1. miejsce | 14:31,0   |
| 8 lipca 1950         | Czechosłowacja-Węgry             | Bratysława    | 10 000 m        | 1. miejsce | 29:54,2   |
| 9 lipca 1950         | Czechosłowacja-Węgry             | Bratysława    | 5000 m          | 1. miejsce | 14:28,6   |
| 23 sierpnia 1950     | Mistrzostwa Europy               | Bruksela      | 10 000 m        | 1. miejsce | 29:12,0   |
| 26 sierpnia 1950     | Mistrzostwa Europy               | Bruksela      | 5000 m          | 1. miejsce | 14:03,0   |
| 30 sierpnia 1950     | Czechosłowacja-Finlandia         | Praga         | 10 000 m        | 1. miejsce | 29:54,6   |
| 31 sierpnia 1950     | Czechosłowacja-Finlandia         | Praga         | 5000 m          | 1. miejsce | 14:05,2   |
| 9 września 1950      | Mistrzostwa Rumunii              | Bukareszt     | 10 000 m        | 1. miejsce | 30:02,4   |
| 11 września 1950     | Mistrzostwa Rumunii              | Bukareszt     | 5000 m          | 1. miejsce | 14:39,4   |
| 29 października 1950 | Czechosłowacja-Związek Radziecki | Praga         | 5000 m          | 1. miejsce | 14:21,4   |
| 30 października 1950 | Czechosłowacja-Związek Radziecki | Praga         | 10 000 m        | 1. miejsce | 29:53,2   |
| 25 sierpnia 1951     | Czechosłowacja-Węgry             | Budapeszt     | 10 000 m        | 1. miejsce | 30:01,4   |
| 26 sierpnia 1951     | Czechosłowacja-Węgry             | Budapeszt     | 5000 m          | 1. miejsce | 14:30,2   |
| 20 lipca 1952        | Igrzyska olimpijskie             | Helsinki      | 10 000 m        | 1. miejsce | 29:17,0   |
| 24 lipca 1952        | Igrzyska olimpijskie             | Helsinki      | 5000 m          | 1. miejsce | 14:06,6   |
| 27 lipca 1952        | Igrzyska olimpijskie             | Helsinki      | maraton         | 1. miejsce | 2:23:03,2 |
| 14 sierpnia 1952     | ATK Praga-Honvéd Budapeszt       | Praga         | 5000 m          | 1. miejsce | 14:33,4   |
| 15 sierpnia 1952     | ATK Praga-Honvéd Budapeszt       | Praga         | 10 000 m        | 1. miejsce | 30:58,6   |
| 11 lipca 1953        | Czechosłowacja-Węgry             | Praga         | 5000 m          | 1. miejsce | 14:28,6   |
| 12 lipca 1953        | Czechosłowacja-Węgry             | Praga         | 10 000 m        | 1. miejsce | 29:48,6   |
| 5 sierpnia 1953      | Światowe zawody młodzieżowe      | Bukareszt     | 5000 m          | 1. miejsce | 14:03,0   |
| 9 sierpnia 1953      | Światowe zawody młodzieżowe      | Bukareszt     | 10 000 m        | 1. miejsce | 29:25,8   |
| 31 grudnia 1953      | Bieg sylwestrowy                 | São Paulo     | 7,3 km          | 1. miejsce | 20:30,4   |
| 6 stycznia 1954      | –                                | São Paulo     | 10 000 m        | 1. miejsce | 30:09,0   |
| 25 sierpnia 1954     | Mistrzostwa Europy               | Berno         | 10 000 m        | 1. miejsce | 28:58,0   |
| 29 sierpnia 1954     | Mistrzostwa Europy               | Berno         | 5000 m          | 3. miejsce | 14:10,2   |
| 23 października 1954 | Czechosłowacja-Związek Radziecki | Praga         | 5000 m          | 2. miejsce | 14:19,0   |
| 24 października 1954 | Czechosłowacja-Związek Radziecki | Praga         | 10 000 m        | 1. miejsce | 29:20,8   |
| 14 września 1955     | Czechosłowacja-Wielka Brytania   | Praga         | 5000 m          | 2. miejsce | 14:04,0   |
| 15 września 1955     | Czechosłowacja-Wielka Brytania   | Praga         | 10 000 m        | 1. miejsce | 29:25,6   |
| 24 września 1955     | Czechosłowacja-Węgry             | Bratysława    | 10 000 m        | 3. miejsce | 29:46,2   |
| 12 października 1955 | Praga-Londyn                     | Londyn        | 10 000 m        | 3. miejsce | 29:28,6   |
| 15 października 1955 | Praga-Manchester                 | Manchester    | 5000 m          | 2. miejsce | 14:24,2   |
| 1 grudnia 1956       | Igrzyska olimpijskie             | Melbourne     | maraton         | 6. miejsce | 2:29:34   |
| 22 września 1957     | Czechosłowacja-Niemcy Wschodnie  | Berlin        | 10 000 m        | 1. miejsce | 29:28,0   |
| 26 stycznia 1958     | Bieg w San Sebastián             | San Sebastián | bieg przełajowy | 1. miejsce | 39:54,3   |

### Rekordy
Zátopek ustanowił 18 rekordów świata w biegach długodystansowych. Pierwszego takiego wyczynu dokonał 11 czerwca 1949 roku w Ostrawie w biegu na 10 000 metrów. Po raz ostatni rekordzistą został 29 października 1955 roku w Čelákovicach w biegu na 25 000 metrów. Konkurencją, w której najwięcej razy poprawiał rekord świata, był bieg na 10 000 metrów (pięciokrotnie). Ponadto dwukrotnie bił rekordy globu w biegach na 20 000 m, 25 000 m, 6 mil, 15 mil i w biegu godzinnym. Pojedyncze rekordy osiągał na dystansach 5000 m, 30 000 m i 10 mil. Był pierwszym lekkoatletą, który pokonał dystans 10 000 m poniżej 29 minut, oraz pierwszym, który w biegu godzinnym przebiegł więcej niż 20 000 m. 
Rekordzistą Czechosłowacji został 51 razy.

#### Rekordy świata
Źródło:
| Konkurencja   | Czas      | Data                 | Miejsce        |
| ------------- | --------- | -------------------- | -------------- |
| 10 000 m      | 29:28,2   | 11 czerwca 1949      | Ostrawa        |
| 10 000 m      | 29:21,2   | 22 października 1949 | Ostrawa        |
| 10 000 m      | 29:02,6   | 4 sierpnia 1950      | Turku          |
| bieg godzinny | 19 558 m  | 15 września 1951     | Praga          |
| 20 000 m      | 1:01:16,0 | 15 września 1951     | Praga          |
| 10 mil        | 48:12,0   | 29 września 1951     | Stará Boleslav |
| 20 000 m      | 59:51,8   | 29 września 1951     | Stará Boleslav |
| bieg godzinny | 20 052 m  | 29 września 1951     | Stará Boleslav |
| 15 mil        | 1:16:26,4 | 26 października 1952 | Stará Boleslav |
| 25 000 m      | 1:19:11,8 | 26 października 1952 | Stará Boleslav |
| 30 000 m      | 1:35:23,8 | 26 października 1952 | Stará Boleslav |
| 10 000 m      | 29:01,6   | 1 listopada 1953     | Stará Boleslav |
| 6 mil         | 28:04,4   | 1 listopada 1953     | Stará Boleslav |
| 5 000 m       | 13:57,2   | 30 kwietnia 1954     | Paryż          |
| 10 000 m      | 28:54,2   | 1 czerwca 1954       | Bruksela       |
| 6 mil         | 27:59,2   | 1 czerwca 1954       | Bruksela       |
| 15 mil        | 1:14:01,0 | 29 października 1955 | Čelákovice     |
| 25 000 m      | 1:16:36,4 | 29 października 1955 | Čelákovice     |

#### Rekordy życiowe
Źródło:
| Konkurencja        | Czas      | Data                 | Miejsce        |
| ------------------ | --------- | -------------------- | -------------- |
| 1500 m             | 3:52,8    | 1947                 | Paryż          |
| 3000 m             | 8:07,8    | 1948                 | Praga          |
| 5000 m             | 13:57,2   | 30 maja 1954         | Paryż          |
| 10 000 m           | 28:54,2   | 1 czerwca 1954       | Bruksela       |
| 20 000 m           | 59:51,8   | 29 września 1951     | Stará Boleslav |
| 25 000 m           | 1:16:36,4 | 29 października 1955 | Čelákovice     |
| 30 000 m           | 1:35:23,8 | 26 października 1952 | Stará Boleslav |
| bieg jednogodzinny | 20 052 m  | 29 września 1951     | Stará Boleslav |
| maraton            | 2:23:03,2 | 27 lipca 1952        | Helsinki       |

## Zátopek w kulturze

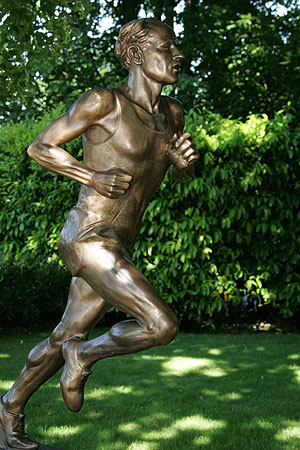
Pomnik czeskiego biegacza w Lozannie

O czeskim mistrzu powstał m.in. film dokumentalny Emil Zátopek (1954). David Ondříček miał wyreżyserować film biograficzny Zátopek, którego premiera była pierwotnie planowana na 2016 rok. W role małżonków mieli wcielić się Václav Neužil i Martha Issová. Film ostatecznie miał premierę w 2021 roku i został zgłoszony do nagrody Amerykańskiej Akademii Filmowej w kategorii najlepszego filmu nieanglojęzycznego. 
Jednym z polskich dzieł o Czechu jest utwór Jerzego Broszkiewicza pt. „Emil! Emil!”. Jean Echenoz w 2009 roku wydał książkę pt. Długodystansowiec. Opowieść o Emilu Zatopku. Biografię Zátopka napisał również Pavel Kosatík. Czeski biegacz został również uwieczniony na czechosłowackich znaczkach pocztowych z 1965 roku i 1968 roku, oraz na czeskim znaczku pocztowym z 2002 roku.
W 1989 roku czeski astronom Antonín Mrkos odkrył planetoidę, którą później nazwano (5910) Zátopek. Od jego nazwiska nazwę wziął belgijski kwartalnik Zatopek Magazine, ukazujący się od 2007 roku. Ponadto wystawiono mu liczne pomniki, w tym na terenie Muzeum Olimpijskiego w Lozannie. W 2016 roku Czeski Komitet Olimpijski poinformował, że podczas tegorocznych igrzysk olimpijskich Czesi otrzymają stroje z sylwetką Emila Zátopka.
Jego imieniem nazwano również czeską lokomotywę elektryczną o nazwie Škoda 109E Emil Zátopek. W 2000 roku został wybrany sportowcem roku w Czechach w kategorii „Legendy”. Od drugiej edycji, plebiscyt ten nazwany jest nagrodą imienia Emila Zátopka.

## Odznaczenia i wyróżnienia
- Najlepszy sportowiec świata według ISK (1949, 1951, 1952)[8][43]
- Nagroda Pierre’a de Coubertina przyznana przez Międzynarodowy Komitet Fair Play przy UNESCO (1975)[19]
- Nagroda Abebe Bikili (1979)[44]
- Srebrny Order Olimpijski (1989)[45]
- Najlepszy czeski lekkoatleta XX wieku (1997)[8]
- Medal za Zasługi I Stopnia (1998)[46]
- Order Lwa Białego (1998)[47]
- Najlepszy czeski olimpijczyk (1999)[8]
- Medal Pierre’a de Coubertina (2000)[48]
- Złoty Krzyż Zasługi IAAF[48]
- Sportowiec roku w Czechach w kategorii „Legendy” (2000)[26]
- 12. miejsce w plebiscycie na najwybitniejszego Czecha (2005)[49]
- Członek IAAF Hall of Fame (2012)[50]
- Najlepszy biegacz wszech czasów według magazynu Runner's World (2013)[51]